# Annelies Van Parys
Annelies Van Parys (Brugge, 5 juni 1975) is een Vlaams componiste. 
Annelies Van Parys studeerde in Gent aan het Koninklijk Conservatorium, piano bij Johan Duijck en compositie bij Luc Brewaeys. Zij is bekroond met de prijzen Vlaanderen/Quebeq in 2001, Jeugd en Muziek in 2004, gebroeders Darche in 2009 en werd in 2011 laureaat van de Koninklijke Vlaamse Academie van België.

## Belangrijkste werken
- Chacun(e) sa chaconne (6') 2017, voor cello en piano. In opdracht van de Koningin Elisabethwedstrijd voor de halve finale van de eerste editie voor cello.
- Een Oresteia (20') 2011, voor 3 vrouwenstemmen en ensemble. 
In opdracht van de Eduard van Beinumstichting. Regie Caroline Petrick, productie Muziektheater Transparant, Asko/Schönberg, vocaallab Nederland en Concertgebouw Brugge. Creatie door Vocaallab Nederland (Bauwien Vandermeer, Els Mondelaers, Elsbeth Gerritsen), Asko/Schönberg ensemble o.l.v. Alejo Pérez op 18 februari 2011 in Concertgebouw Brugge.
- An Index of Memories (70') 2009-10, voor 5 stemmen en ensemble. 
In opdracht van het Spectra Ensemble. Regie Caroline Petrick, productie Muziektheater Transparant. Creatie door Vocaallab Nederland, Spectra Ensemble en Triatu o.l.v. Marit Strindlund op 12 maart 2010 in De Singel Antwerpen.
- Tweede Symfonie: Les Ponts (18') 2008, voor symfonisch orkest. 
In opdracht van Symfonieorkest van Vlaanderen. Creatie door Symfonieorkest Vlaanderen o.l.v. Otto Tausk op 14 maart 2008 in Conservatorium Brussel.
- Stanza (13’) 2007, voor harp solo. 
In opdracht van de Bijloke. Creatie door Isabelle Moretti op het concert van 8 maart 2007 in de Bijloke.
- Poème (6') 2006, voor stem solo. 
Geschreven voor en opgedragen aan Els Mondelaers. Creatie op 30 maart 2006 in de Academia Belgica in Rome door Els Mondelaers, mezzo.
- Eerste Symfonie: Carillon (19') 2006, voor symfonisch orkest. 
In opdracht van deFilharmonie. Opgedragen aan Luc Brewaeys. Creatie door deFilharmonie o.l.v. Sian Edwards op 26 oktober 2006 in de BOZAR.
- Méditation (7') 2005, voor dubbel blaaskwintet.  
In opdracht van I Solisti del Vento. Creatie op 23 oktober 2005 in deSingel in Antwerpen tijdens het festival music@venture door I Solisti.
- Phrases V (9') 2001, voor gitaar, harp, piano en percussie. 
Geschreven voor het Ictus-seminarie. (creatie door het ensemble Contr'Art in Brugge) Bekroond met de prijs Vlaanderen/Quebec en uitgevoerd in Montreal op 15 mei 2002 door leden van het SMCQ o.l.v. Walter Boudreau (Opname en uitzending: CBC, cd Atma-Classique ACD 2 2281)